# Mercedes (Buenos Aires)
Mercedes – miasto we wschodniej Argentynie, w prowincji Buenos Aires, nad rzeką Luján.
Założone 1779; około 60 tysięcy mieszkańców.
Przemysł spożywczy, metalowy; węzeł kolejowy; liczne kościoły i budowle z XVII i XVIII wieku.